# Vallo della Lucania
Vallo della Lucania – miejscowość i gmina we Włoszech, w regionie Kampania, w prowincji Salerno.
Według danych na rok 2004 gminę zamieszkiwało 8818 osób, 352,7 os./km².